# Ancien hôtel Continental de Marioupol
Le théâtre d'art dramatique régional de Donetsk, en ukrainien Палац культури «Молодіжний» est un théâtre d'Ukraine situé à Marioupol, ville sur la mer d'Azov dans l'oblast de Donetsk. Ancien hôtel, ancien théâtre, actuellement maison de la jeunesse.

## Architecture

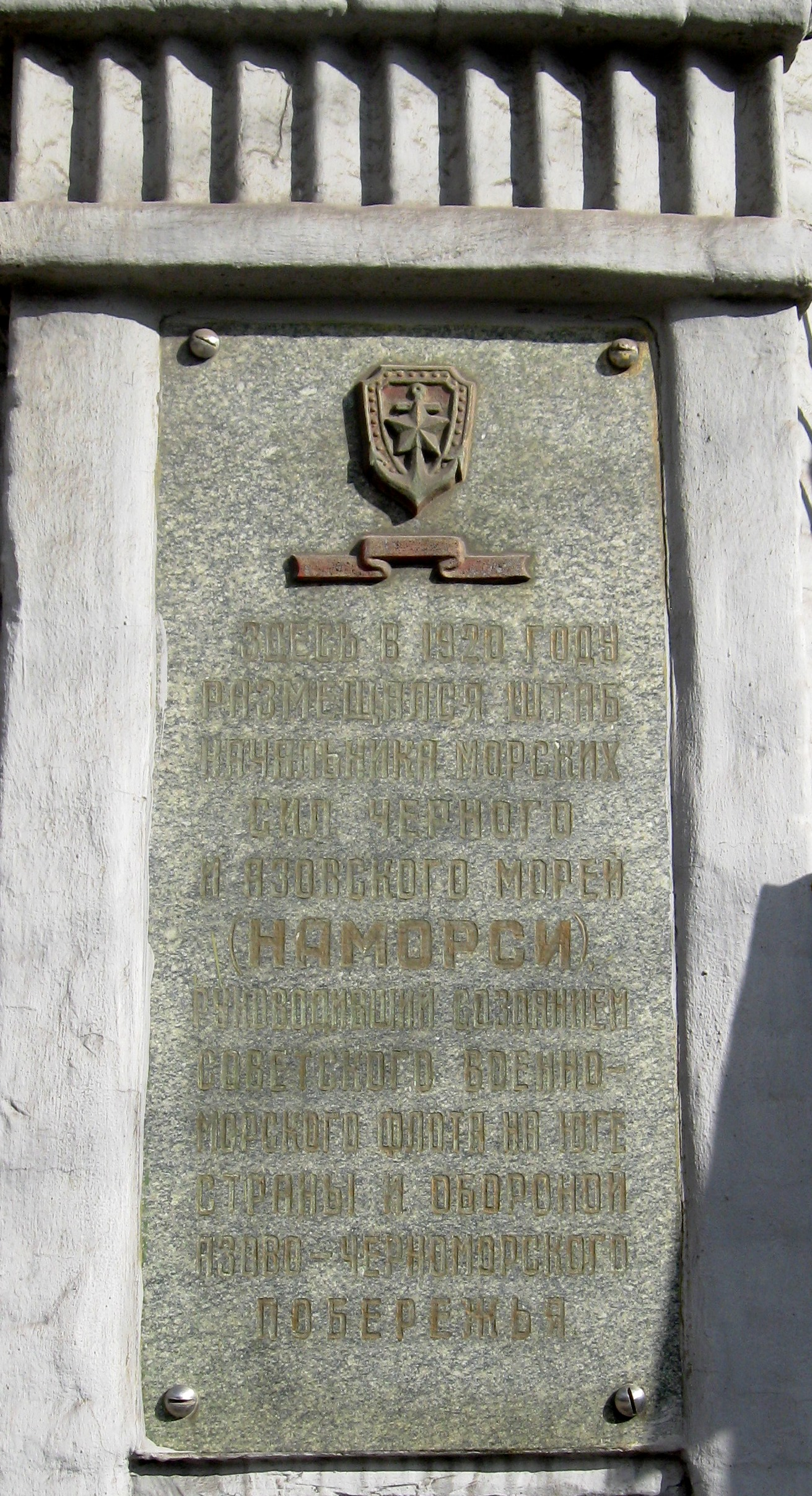
Plaque commémorative à la Flotte de la Mer Noire.

Construit en un style russe en brique sur trois étages avec des fenêtres ouvragées. Hôtel Continental il est aussi connu comme Maison Tomaso. Il a abrité une imprimerie des frères Goldrin et une centrale électrique en 1898 pour l'usage de l'hôtel par M. Tomaso. Une extension de 1910 permet l'ouverture du théâtre Continental et d'un restaurant au premier étage. Il est alors le centre de la vie culturelle de la ville.

## Activités
En 1920, il est nationalisé et devient le quartier général de la flotte de la mer Noire (NAMORSY). En 1929 il est cédé comme Palais du Travail et des Ouvriers.

### Théâtre
Il est ensuite centre théâtral de l'usine Azovstal, dirigé par Igor Nalchaldzi.

### Maison de la jeunesse
Vide depuis plusieurs années, le Palais de la jeunesse ouvre en 2010.

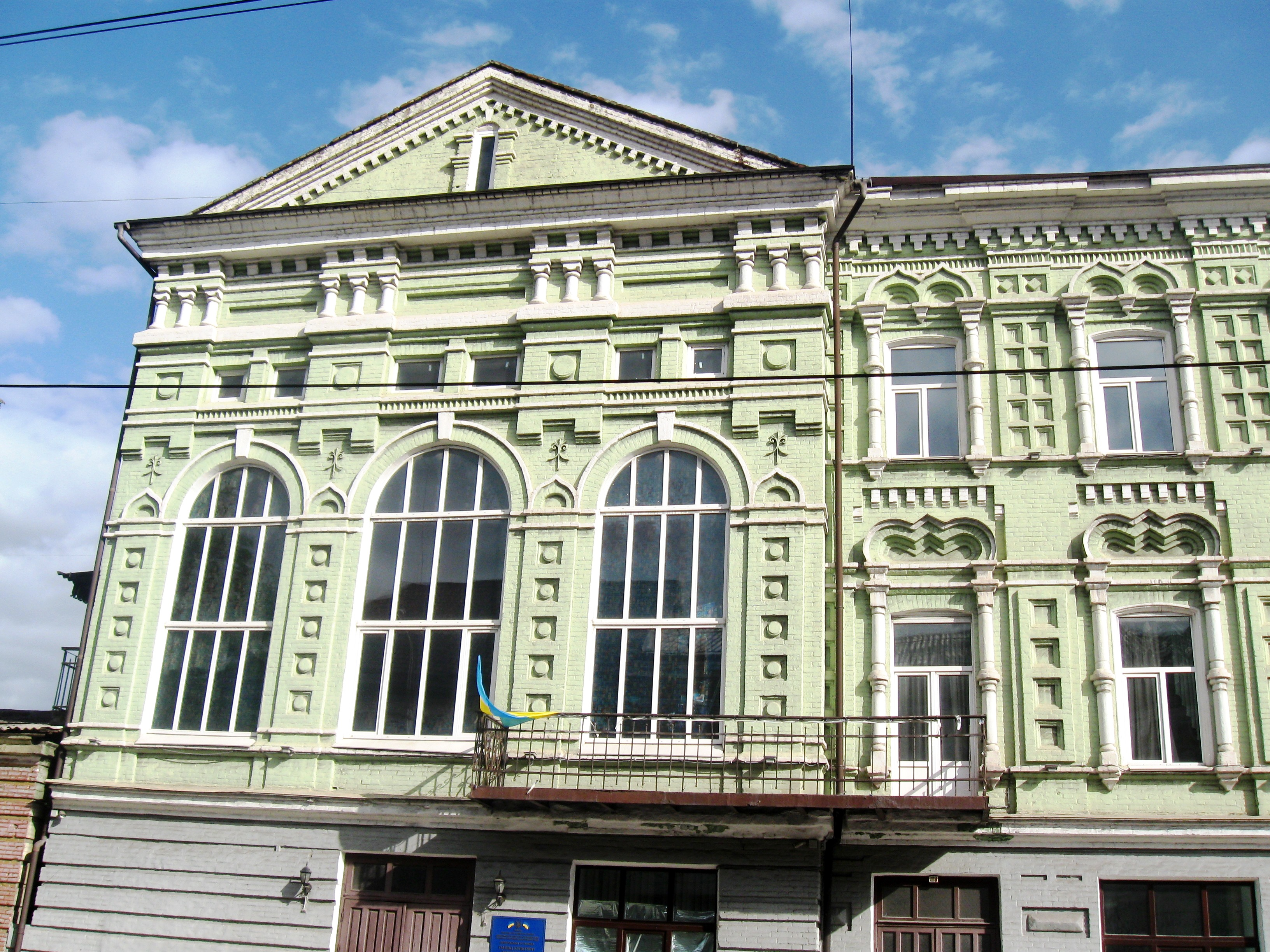
Détail de la façade.